# Sander Post
Sander Post (Viljandi, 10 settembre 1984) è un allenatore di calcio ed ex calciatore estone, allenatore del Tulevik Viljandi.

## Biografia
Sender Post nella partita di coppa tra Tallinna FC Reaal - C Flora Tallinn finita 0 - 18 mette a segno ben 8 goal confermandosi uno dei marcatori più prolifici.

## Palmarès

### Giocatore

#### Club
- Meistriliiga: 1

Flora Tallinn: 2010
- Coppa di Norvegia: 1

Aalesund: 2011

#### Individuale
- Capocannoniere Meistriliiga: 1

2010